# Ильяс-бей Хамидид
 Хусамеддин Ильяс-бей (тур. Hüsâmeddin İlyas Bey, ум. не позднее 1375) — правитель бейлика Хамидогуллары, воевавший с Королевством Кипр и Караманидами.

## Биография
|  |  |         |         |         |         | Дюндар  |         |  |  |       |       |       |       |       |       |  |  |  |  |  |  |  |  |
|  |  |         |         |         |         |         |         |  |  |       |       |       |       |       |       |  |  |  |  |  |  |  |  |
|  |  |         |         |         |         |         |         |  |  |       |       |       |       |       |       |  |  |  |  |  |  |  |  |
|  |  | Мехмед  | Мехмед  | Мехмед  | Мехмед  | Мехмед  | Мехмед  |  |  | Исхак | Исхак | Исхак | Исхак | Исхак | Исхак |  |  |  |  |  |  |  |  |
|  |  | Мехмед  | Мехмед  | Мехмед  | Мехмед  | Мехмед  | Мехмед  |  |  | Исхак | Исхак | Исхак | Исхак | Исхак | Исхак |  |  |  |  |  |  |  |  |
|  |  | Мустафа | Мустафа | Мустафа | Мустафа | Мустафа | Мустафа |  |  | Хызыр | Хызыр | Хызыр | Хызыр | Хызыр | Хызыр |  |  |  |  |  |  |  |  |
|  |  | Мустафа | Мустафа | Мустафа | Мустафа | Мустафа | Мустафа |  |  | Хызыр | Хызыр | Хызыр | Хызыр | Хызыр | Хызыр |  |  |  |  |  |  |  |  |
|  |  | Ильяс   |         |         |         |         |         |  |  |       |       |       |       |       |       |  |  |  |  |  |  |  |  |
|  |  |         |         |         |         |         |         |  |  |       |       |       |       |       |       |  |  |  |  |  |  |  |  |
|  |  | Хусейн  |         |         |         |         |         |  |  |       |       |       |       |       |       |  |  |  |  |  |  |  |  |

Согласно Аль-Калкашанди отцом Ильяса-бея был Музафферуддин Мустафа, который в свою очередь был сыном Мехмеда бин Дюндар. То есть, Дюндар-бей был прадедом Ильяса. Отец Ильяса, Мустафа, правил в Бурдуре, а дед Ильяса,  Мехмед, правил в Гёльхисаре. Ни дед, ни отец Ильяса не были правителями бейлика. 
Дед Ильяса Мехмед был младшим сыном Дюндара, поэтому после смерти Дюндара стал править брат Мехмеда Исхак-бей. Некоторые историки утверждали, что отец Ильяса, Музафферуддин Мустафа, возглавил  бейлик после смерти Исхака в 1335 году. Но согласно надписи на медресе Музафферие, построенном Мустафой в 745 (1344-45) годах в Бурдуре, после смерти Исхака Мустафа оставался в Бурдуре. К тому же, в 1335 году был жив Хызыр, сын Исхака, поэтому маловероятно, что Исхаку наследовал племянник. Хызыр-бей умер за некоторое время до 1358/59 года и оставил управление бейликом Ильясу.
В 1361 году король Кипра захватил Анталию, которой управляла линия Хамидидов, шедшая от брата Дюндара, Юнуса . После того, как войско крестоносцев покинуло анатолийское побережье, бей Анталии Мехмед решил отвоевать город. Ильяс-бей помог своему родственнику Мехмеду, кроме него в кампании участвовал бей Карамана. 13 апреля 1362 года с армией в 45 000 человек они осадили крепость и начали обстреливать её камнями и метательными снарядами. Восемь галер бея Алайи поддержали штурм с моря. Однако атака и с моря, и с суши  была отбита. Присутствие Ильяса при осаде отмечал Леонтий Махера, назвавший его «великим эмиром»: «Турки, находившиеся на лестницах, падали в ров, и среди них был великий эмир [Ильяс], родственник Теке Бея». Хамидиды так и не смогли вернуть город.
Через некоторое время Ильяс-бей, как и другие малоазийские эмиры, получил письмо от мамлюкского султана с предложением вступить в антикипрский альянс и отобрать у киприотов Корикос. Ильяс-бей согласился и в феврале 1367 года прибыл к Караманоглу Алаеддину-бею. В столице Карамана Конье собралась армия из 40 000 человек, которая под командованием Ильяса-бея и Исы-бея Айдынида подошла к Корикосу. Алаеддин-бей присоединился к ним после захвата Силифке. Роберт Лузиньян, защищавший крепость, обратился за помощью к королю Кипра Пьеру Лузиньяну, который прислал на подмогу своего брата Жана де Лузиньяна. Лучники Ильяса-бея, славившиеся умелой и точной стрельбой не смогли 28 февраля 1367 года помешать Жану высадиться на берег вместе с войском на шести галерах, несмотря на умелую и точную стрельбу лучников Ильяса-бея. Крестоносцы, которые несли большие потери, были вынуждены укрыться в замке. Однако 7 марта 1367 года беи свернули свой лагерь, сняли осаду и ушли от Корикоса. Причиной этого стало известие из Каира об убийстве эмира Елбоги.
После кампании в Корикосе отношения Ильяса-бея с Алаэддином-беем испортились. Между ними началась борьба в ходе которой Акшехир и его регион много раз переходили из рук в руки. В 1370 году Алаеддин-бей напал на Фелекабад и разрушил его, чтобы наказать Ильяса-бея. Когда Ильяс-бей понял, что он не может защитить город, он с несколькими людьми бежал к Сулейману-Шаху Гермияноглу. Спустя почти два года с помощью Сулеймана-Шаха и османского султана Мурада I Ильяс-бей восстановил бейлик.
Точная дата смерти Ильяса-бея неизвестна, считается, что он умер  до  776 (1374/1375) года. После него беем стал сын Кемаледдин Хусейн-бей.